# Philosophy Now
Philosophy Now ist eine zweimonatliche philosophische Zeitung. Sie wird von Kiosken und Buchhandlungen in den Vereinigten Staaten, Großbritannien, Australien und Kanada verkauft. Es gibt auch eine digitale Ausgabe sowie auch eine für mobile Geräte. Die Zeitung versucht, die allgemeine Öffentlichkeit anzusprechen, sowie auch Studenten und Lehrer der Philosophie. Die erste Ausgabe erschien 1991.

## Inhalt
Die Zeitung enthält Artikel, welche die meisten philosophische Aspekte integriert. Viele der Artikel sind von Akademikern geschrieben, sowohl auch von freien Schriftstellern. Obwohl es die allgemeine Öffentlichkeit anspricht, verfügt Philosophy Now oft über Artikel von namhaften Denkern.
Philosophy Now verfügt auch über regelmäßige Buchrezensionen, Fiktion, Cartoons und Leserbriefe. Zu ihren regelmäßigen Kolumnisten gehören Joel Marks (Ethical Episodes), Thomas Wartenberg (Philosophie und Filmkolumne), Raymond Tallis (Tallis in Wonderland) und Massimo Pigliucci, der von der Wissenschaftsphilosophie schreibt. Es gibt auch eine philosophische Kolumne namens Dear Socrates, die angeblich von einer Reinkarnation der athenischen Sage geschrieben ist. Die Inhalte des Magazins werden in einem Online-Diskussionsforum diskutiert.

## Geschichte
Philosophy Now wurde im Mai 1991 als vierteljährlich erscheinendes Low-Budget Magazin von Rick Lewis gegründet. Die erste Ausgabe enthielt einen Artikel über den freien Willen, des damals atheistischen Philosophen Antony Flew. Er blieb für viele Jahre als gelegentlicher Schreiber des Philosophy Now.
Das Magazin wurde zunächst in Lewis’ Heimatstadt Ipswich (England) veröffentlicht. Peter Rickman wurde bald zu einem der regelmäßig Mitwirkenden. Im Jahr 1997 hatte eine Gruppe von amerikanischen Philosophen einschließlich Raymond Pfeiffer und Charles Echelbarger die American Philosophical Association lobbyiert, um ein ähnliches Magazin in den Vereinigten Staaten zu veröffentlichen. Der damals APA Geschäftsführer Eric Hoffman arrangierte im Jahr 1997 ein Treffen in Philadelphia mit Lewis. In der Sitzung wurde beschlossen, dass die amerikanische Gruppe sich Lewis anschließen soll, um weiter ein besseres, internationales Philosophy Now zu entwickeln. Seit dieser Zeit ist das Magazin in Großbritannien und USA, gemeinsam von zwei Redaktionen produziert worden. Das Magazin wird in den USA durch die Philosophy Documentation Center verteilt.
Seit 2000 erscheint Philosophy Now zweimonatlich. Lewis blieb Chefredakteur, Bora Dogan war für die Bearbeitung der digitalen Ausgaben verantwortlich.

## Katalogisierung
Das Magazin wird abstrahiert und katalogisiert in:
- British Humanities Index[10]
- IBZ: Internationale Bibliographie der Zeitschriftenliteratur[11]
- Zeitschriftendatenbank[12]

## Philosophy NowFestival
Im Jahr 2011 organisierte die Zeitschrift ein Philosophie-Festival für die breite Öffentlichkeit. Veranstaltungsort war Conway Hall in der Londoner Innenstadt. Das zweite Philosophy Now Festival wurde im Jahr 2013 abgehalten. Jedes Festival war eine eintägige Veranstaltung mit Beiträgen von einer Reihe von Organisationen, darunter Philosophie für alle und Royal Institute of Philosophy.

## „Against Stupidity“ Auszeichnung
Seit 2011 rief die Zeitschrift eine jährliche Auszeichnung – The Philosophy Now Award für Beiträge im Kampf gegen Dummheit – ins Leben. Bisherige Preisträger waren: Mary Midgley (2011), Ben Goldacre (2012), Raymond Tallis (2013) und Noam Chomsky (2014). Alljährlich gibt es eine Preisverleihung in Conway Hall, einschließlich einer Dankesrede. Von 2011 bis 2013 war dies Teil des Philosophie Now Festivals.
Im Oktober 2015 kündigte Philosophy Now an, den Preis 2015 an die Kinderautorin Cressida Cowell zu verleihen.